# Хералд Харбор (Мериленд)
Хералд Харбор (енгл. Herald Harbor) насељено је место без административног статуса у америчкој савезној држави Мериленд.

## Демографија
По попису из 2010. године број становника је 2.603, што је 290 (12,5%) становника више него 2000. године.
| Група             | 2000.         | 2010.         |
| Белци             | 2.220 (96,0%) | 2.419 (92,9%) |
| Афроамериканци    | 15 (0,6%)     | 49 (1,9%)     |
| Азијати           | 19 (0,8%)     | 18 (0,7%)     |
| Хиспаноамериканци | 29 (1,3%)     | 57 (2,2%)     |
| Укупно            | 2.313         | 2.603         |